# Alice Kaira
Alice Dorothea Kaira, född 6 februari 1913 i Helsingfors, död där 14 juli 2006, var en finländsk målare.
Kaira studerade 1930 vid Åbo konstförenings ritskola med Teodor Schalin som lärare och 1938 samt 1940–1943 vid Fria konstskolan i Helsingfors. Utomlands studerade hon 1946 för Otte Sköld i Stockholm och 1948 vid Académie Colarossi i Paris.
Kaira framträdde i slutet av 1930-talet och början av 1940-talet som en tämligen konventionell landskapsmålare och signerade åren 1933–1944 sina verk Alice Pöyry. Senare, på 1960-talet, övergick hon till ett naivistiskt måleri präglat av både glädje och melankoli. Kaira hämtade främst sina motiv från cirkusens, musikens och barndomens fantasivärld.
Hon erhöll Pro Finlandia-medaljen 1987.
Hon var 1943–1949 gift med författaren Rabbe Enckell.